# Rachel Legrain-Trapani
Rachel Legrain-Trapani (Saint-Saulve, 31 agosto 1988) è una modella francese, vincitrice del titolo di Miss Francia 2007.

## Biografia
In quanto cittadina di San Quintino, Rachel Legrain-Trapani, di origini italiane, è stata eletta Miss Aisne, e scelta poi per rappresentare la regione della Piccardia a Miss Francia. Ha quindi preso il posto della precedente detentrice del titolo Alexandra Rosenfeld, durante la cinquantatreesima edizione del concorso, tenutosi il 9 dicembre 2006.
Originariamente la Legrain-Trapani doveva lasciare che la seconda classificata al concorso, Sophie Vouzelaud, la prima concorrente non udente ad arrivare sino alle finali, partecipasse a Miss Mondo 2007. Tuttavia l'organizzazione del concorso ha rifiutato di accettare concorrenti che non fossero le vincitrici di un concorso nazionale. Ha inoltre partecipato a Miss Universo 2007.